# Юрій Вікторович Мещеряков
 Юрій Вікторович Мещеряков  (27 серпня 1946 — 6 жовтня 2001) — радянський і російський художник-постановник і художник-мультиплікатор.

## Біографія
Народився в Москві 27 серпня 1946 року.
В 1965 Закінчив Архітектурно-будівельний технікум у Москві.
В 1966–1968 — служив в армії.
В 1969–1970 — асистент художника на кіностудії ім. Горького.
В 1971–1972 навчався на курсах мультіплікаторів при кіностудії «Союзмультфільм».
В 1972 у прийшов на кіностудію «Союзмультфільм», роботі на якій віддав 28 років.
Працював з такими режисерами, як Іван Іванов-Вано, Роман Качанов, Володимир Дахно, Федір Хитрук, Володимир Попов, Анатолій Петров, Наталія Голованова та багатьох інших.
У різній годину взявши доля у работе над фільмамі на кіностудії «Київнаукфільм» .
Важко переживав розпад «Союзмультфільму» і кризу в російській мультиплікації 1990-их.
Помер 6 жовтня 2001 року, на 56—му році життя.

## Фільмографія
Художник-постановник:
- Озеро на дні моря (1989)
- Підводні берети (1991)

Художник-мультиплікатор:
- 1973 Скарби затонулих кораблів
- 1973 Як козаки наречених візволялі
- 1974 З миру по нітці
- 1974 Йшов трамвай десятий номер...
- 1975 Поверніть Рекса
- 1975 І мама мене пробачить
- 1975 Лисиця і ведмідь
- 1975 Історія з одиницею
- 1975 Як козаки сіль купували
- 1976 Земля моя
- 1976 Про те, як гном залишив дім і…
- 1976 Стадіон шиворіт-навиворіт
- 1977 Жихарка
- 1977 Наш добрий майстер
- 1982 Бідокури
- 1982 Весела карусель № 12 Ехо
- 1982 Жива іграшка
- 1982 Про діда, бабу і курочку Рябу
- 1983 Весела карусель № 14 І я б МІГ
- 1983 Весела карусель № 14 Де обідав горобець?
- 1983 Весела карусель № 15 Дівчинка и пірати
- 1983 Змій на горіщі
- 1983 Лев і бик
- 1983 рос. Наваждение Родамуса Кверка
- 1983 Невдахи
- 1984 Горщик каші
- 1984 Будинок, який збудували всі
- 1984 Зима в Простоквашино
- 1984 Контакти… конфлікти… (Випуски 1-4)
- 1984 Нічна квітка
- 1984 Мисливець до казок
- 1984 рос. Переменка № 3. Алхімік
- 1984 Казка про царя Салтана
- 1985 Грибний дощик
- 1985 Дереза 
- 1985 Містер Оцет і місіс Оцет
- 1985 рос. Переменка № 4
- 1985 Оповідь про Євпатія Коловрата
- 1985 Весела карусель № 16 Чудо- дерево
- 1986 Академік Іванов
- 1986 На воді
- 1986 Три новели
- 1986 рос. Переменка № 5. Сила слова
- 1987 Богатирська каша
- 1987 Коротун — зелені штанці
- 1987 рос. Переменка № 6
- 1987 Наміри
- 1987 З 9.00 до 18.00 (С дев'яти до шести)
- 1988 Сивий ведмідь
- 1988 Весела карусель № 19 Гойдалки
- 1988 Заєць, який любив давати поради
- 1988 Кіт і клоун
- 1988 Випадок з бегемотом
- 1989 Клітка
- 1989 Озеро на дні моря
- 1989 Стереотипи
- 1990 Солдат і чорт
- 1991 Іванушки
- 1991 Весела карусель № 23
- 1992 Глаша та Мара
- 1994 Суниця під снігом
- 1997 Незнайко на Місяці
- 2000 Нові Бременські
- та інші...